# Кучеров Яків Володимирович
Кучеров Яків Володимирович  (1834—1909)— видатний громадський діяч і меценат кін. ХІХ — поч. ХХ ст. Залишив помітний слід в історії Лебединського повіту Харківської губернії (нині Сумщина). Народився 2 (21) грудня 1834 року  в родовому гудимівському гнізді. Освіту здобував у Петровському кадетському корпусі, який закінчив у 1853 р. Служив спочатку підпоручиком в Білозерському піхотному полку, потім поручиком у Лейб-гвардії єгерського (Гатчинського) полку. По закінченні Миколаївської академії Генерального штабу перебував при Генеральному штабі у складі Штабу резервів армійської піхоти. Згодом став штабс-капітаном Генерального штабу. У 1863 р. за сімейними обставинами, адже його батьки на той час мали поважний вік, звільнився з армії і повернувся додому.
Під час цивільної служби відставного штабс-капітана в Лебединському повіті, значимість його посад завдяки його здібностям і наполегливості постійно зростала: мировий посередник, повітовий справник, директор Лебединського відділення Комітету попечительства при в’язниці (з 1867 р.), дільничний (1868 - 1885) і почесний мировий суддя (1885 - 1909). А після смерті тогочасного голови Лебединської земської управи Антона Матвійовича Добросельського, 24 січня 1885 р. його обирають на цю посаду. 

## Громадська діяльність
Уроджений Кучеренко Яків Володимирович, під час військової служби у Петербурзі його прізвище було змінено на Кучерова .  Під цим призвищем і ввійшов в історію. Організатор та захисник інтересів місцевої громади у боротьбі із бюрократією Російської імперії. Як відзначалося у привітанні земського зібрання із нагоди 40-річної земської діяльності Я.В. Кучерова, він був 
«глибоким знавцем земської справи, постійно підтримував міцні зв’язки із представниками вищих кіл і з видатними земськими діячами Росії… і, завдяки таким зв’язкам, здобував для Лебединського земства те, чого не отримували інші ». 
У деяких же із таких справ він був ініціатором і головним натхненником: такі, наприклад, як відкриття Товариства Взаємного Кредиту Лебединського повітового земства (1880; голова правління у 1882-1903 рр.), заснування Лебединських жіночої  в 1903 році і чоловічої в 1906 році гімназій, відкриття публічної бібліотеки у 1904 році – всі ці заходи тісно пов’язані з ім’ям Я.В. Кучерова . Зусиллями Якова Володимировича з’явилися нові лікарні у Лебедині (разом із К.С. Зільберником) та с. Штепівці. Із 1891 р. він – Лебединський повітовий предводитель дворянства.
Разом із князем Б.С. Щербатовим та графом  В.О. Капністом         Я.В. Кучеров ініціював будівництво місцевої залізниці Лебединська — Боромля. 22.Х(03.ХІ).1894 р. залізнична колія Боромля– Лебедин відкрилася для експлуатації. Залізниця зв’язала провінційний закуток Лебедин із усією імперією та сприяла пожвавленню торгівлі, інтенсивному розвиткові будівництва у місті та в селах повіту, швидшому надходженню пошти, зокрема преси. У 1902 р. Яків Кучеров також порушував питання про залізничне міжстанційне сполучення Лебедина та Гадяча, але І Світова війна завадила втіленню цих планів, які почали розроблятися.
У 1877-1909 рр. Яків Володимирович піклувався і про розвиток освіти. Він був членом Лебединської повітової училищної ради, кілька десятиліть – членом опікунських рад Лебединських жіночої прогімназії (згодом гімназії) і ремісничого училища, Будильського народного училища, сприяв взяттю на баланс Лебединського повітового земства кошикової майстерні, що знаходилась у маєтку пана М.М. Ковалевського у с. Боровеньці, та зведенню нового приміщення столярно-кошикової майстерні Лебединського ремісничого училища. 
Багато корисного зробив Кучеров і для рідної Гудимівки. За його сприяння там у 1899 році коштом земства було збудовано двоповерхова будівля народного училища, на утримання якого він давав кошти. Зараз у цьому приміщенні – Гудимівський НВК. У 1943 році у будівлю влучив німецький бронебійний снаряд, пробивши стіни наскрізь, але будівля встояла. Також Кучеров сплатив половину потрібної суми на будівництво Успенської церкви у селі.
Не маючи сім’ї, всю свою енергію спрямовував на доброчинні справи, йому було до всього діло .
Яків Володимирович всіляко сприяв втіленню прогресивної аграрної столипінської реформи, сприяв поширенню на новостворених хуторах прогресивних форм господарювання. Я.В. Кучеров взагалі був людиною прогресивною та виступав за всілякі нововведення. Це саме завдяки його старанням у Лебединському повіті відбулась подія всеімперського характеру. Мова йде про першу сільську (земську) телефонну лінію.

## З виру забуття
Помер Яків Володимирович Кучеров 11(24) листопада 1909 р. у Петербурзі від паралічу серця. Його племінник, син сестри, Василь Васильович Збитнєв перевіз тіло Кучерова у Гудимівку, де він і був похований у сімейному склепі. Однак у 1930 році під час розбирання церкви селянами, за вказівкою тодішньої влади, склеп, з похованням Кучерових, та каплиця над склепом були повністю знищені, золоті речі та ордени, що були на покійниках, розграбовані, а останки похованих викинуті з трун та сплюндровані.

Після смерті Якова Кучерова на кошти Харківського губернського земства у Гудимівці була відкрита 2-класна школа його імені. Проте в часи радянські ім’я Кучерова піддавалося забуттю. І все ж, у 1980-х, воно спливло з того чорного виру: під час риття котловану під новий лікарняний корпус у Лебедині, будівельники знайшли гранітну могильну плиту. Вона з обох боків була полірована і на ній виднівся напис: 
«Якову Владимировичу Кучерову. Благодарное Лебединское земство. Род. 9.XII. 1834 - скон. 11.XI. 1909. Служил родному земству 1868 -1909». 
Плиту перенесли і поклали біля входу в клінічну лабораторію, а місцеві краєзнавці почали проводити обережні дослідження про Якова Кучерова. Після здобуття Україною незалежності, згодом, на честь Якова Кучерова, як видатної людини, кмітливого господаря та доброго пана, який справді походив «з пана, а не з хама», нащадки його підданих у 2003 році назвали центральну вулицю в Гудимівці його іменем. А ота, знайдена у 1980-х, мармурова плита у 2007 році за ініціативою директора школи Білковського Михайла Миколайовича та сільського голови Павла Глудика була встановлена біля приміщення Гудимівської школи (тепер НВК), як дань пам’яті про видатного земляка і просто про людину, яка за власні кошти збудувала цю школу.